# Myiodynastes chrysocephalus
Myiodynastes chrysocephalus е вид птица от семейство Tyrannidae.

## Разпространение
Видът е разпространен в Аржентина, Боливия, Венецуела, Еквадор, Колумбия, Мексико, Панама и Перу.